# Walliser Schwarznasenschaf
Das Walliser Schwarznasenschaf (oft auch SN abgekürzt) ist eine heute hauptsächlich im Oberwallis gehaltene Rasse des Hausschafs.

## Beschreibung

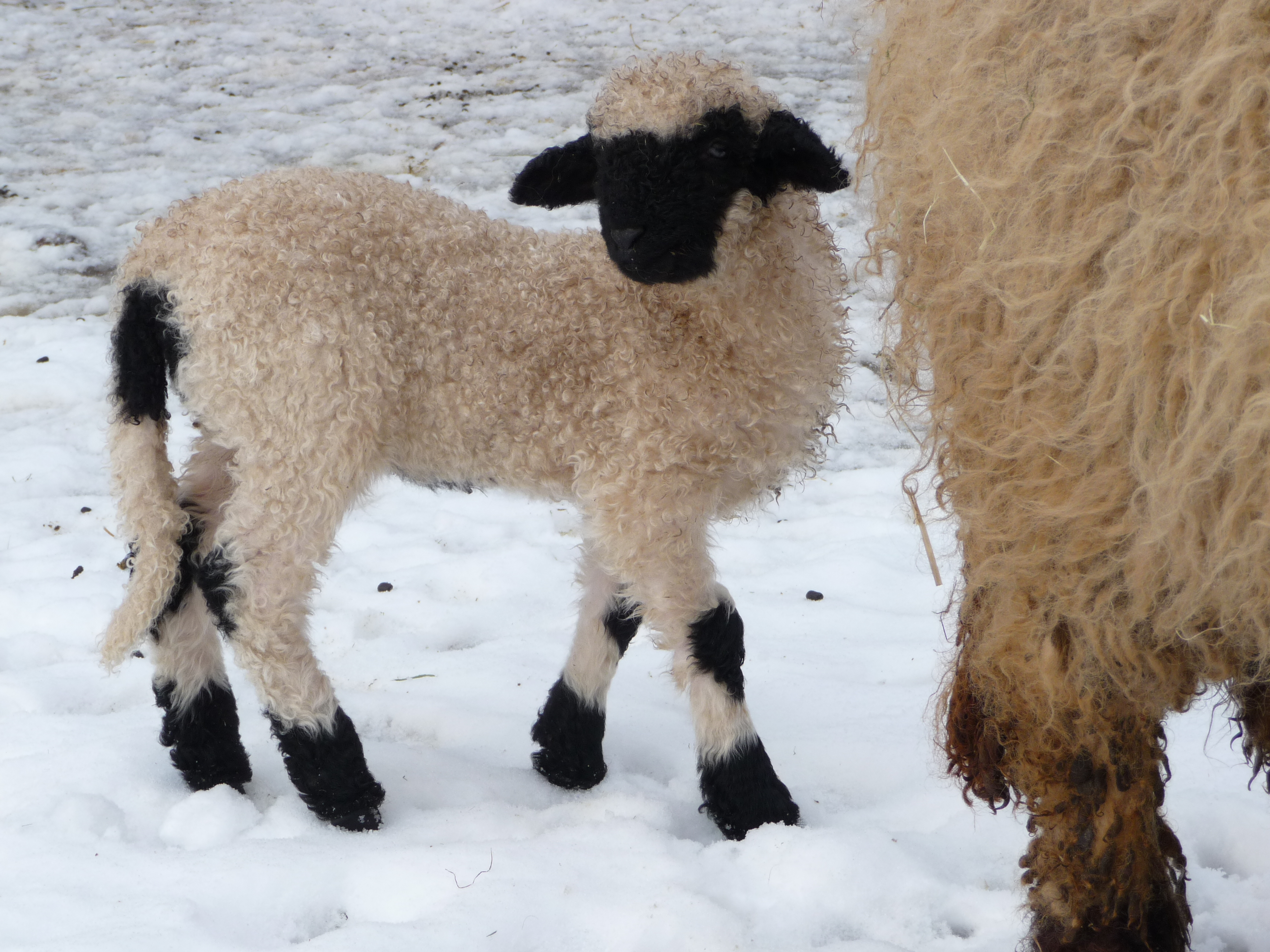
Ein etwa zehntägiges Lamm

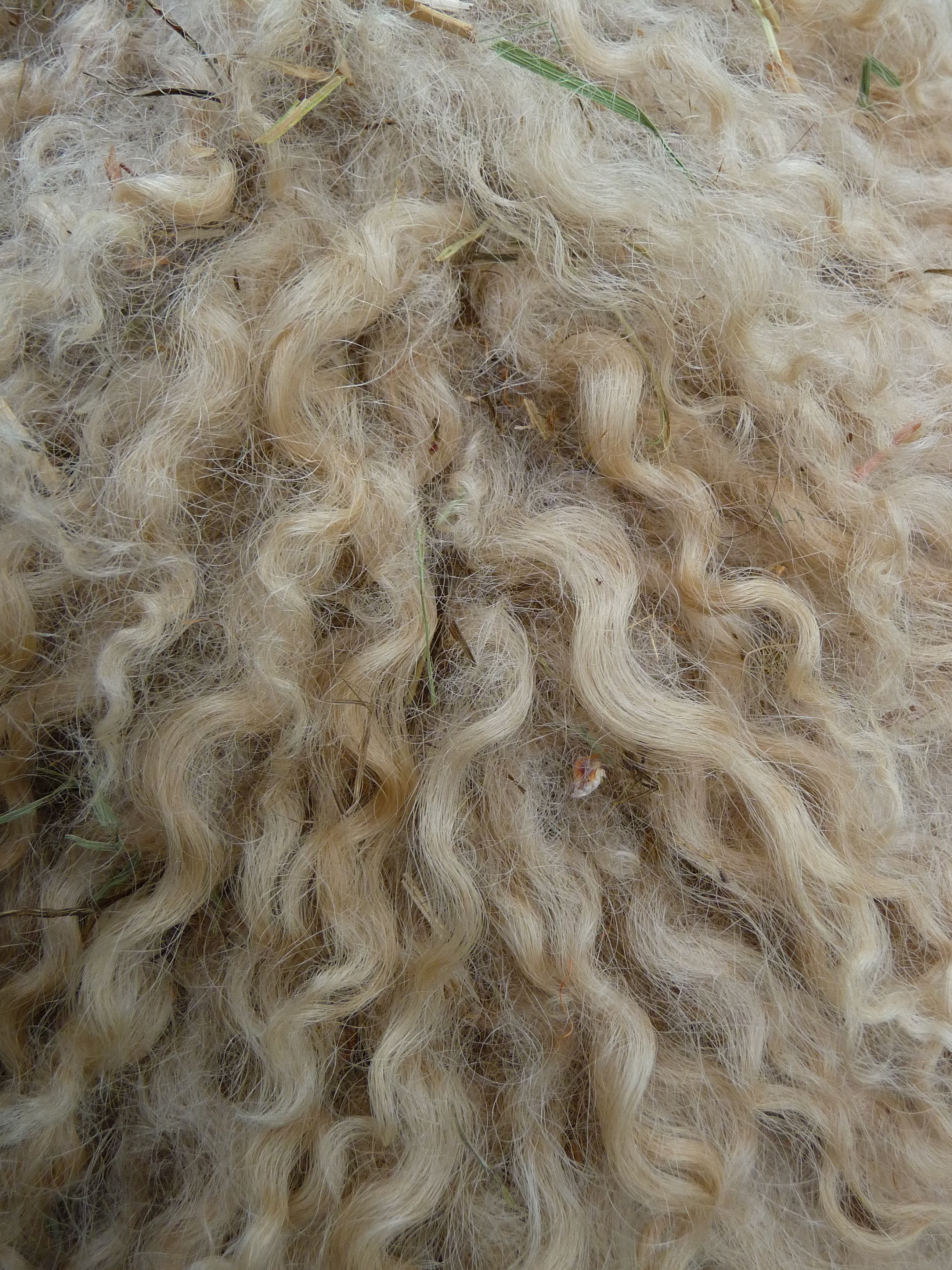
Fell / Wolle

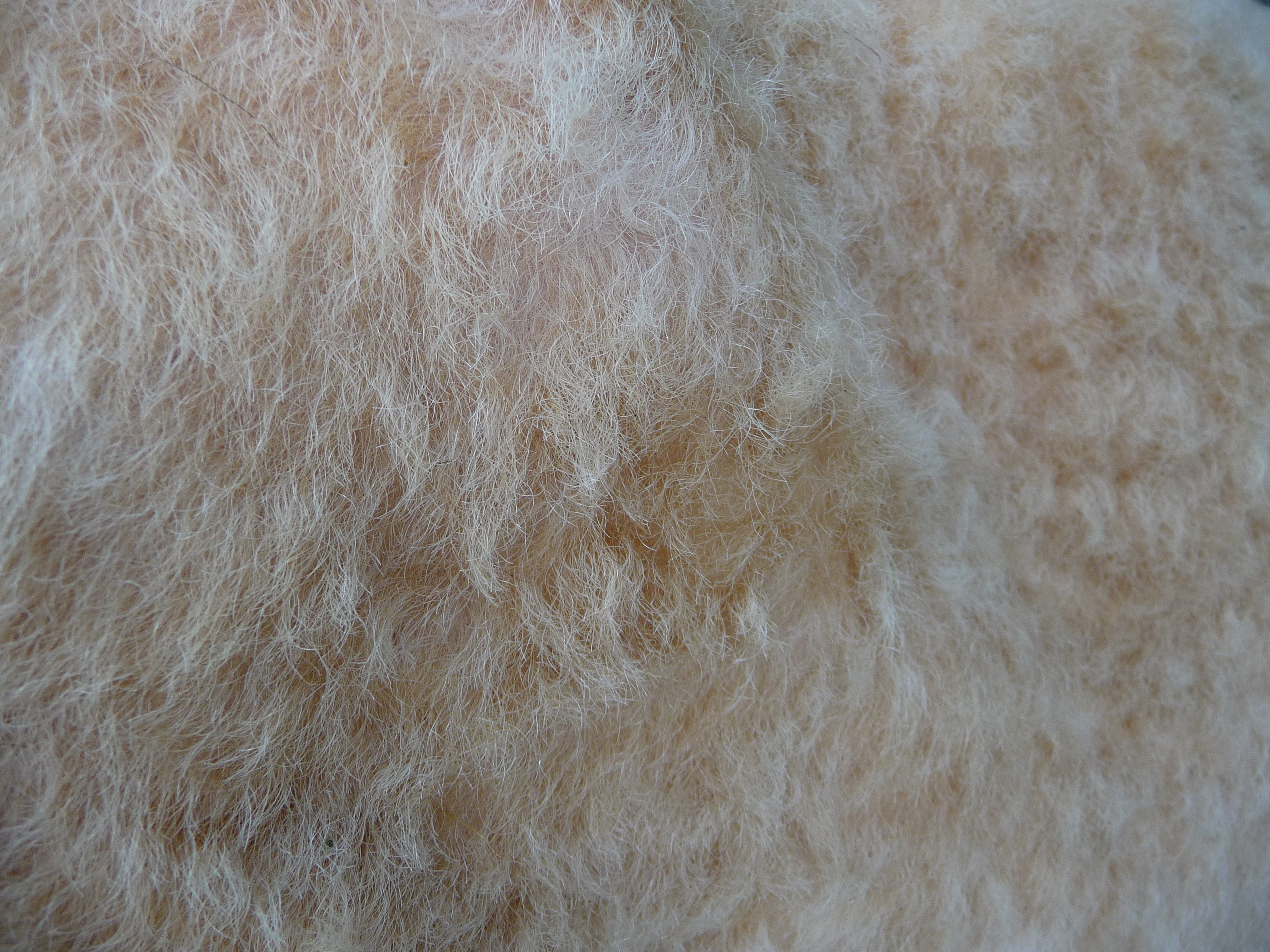
Unterwolle eines ausgewachsenen Tieres nach der Schur

Charakteristisch sind die schwarzen Partien an Nase, Augen, Ohren, Vorderknien, Sprunggelenkknöcheln und Füßen im ansonsten weißen Fell. Auen, weibliche Schafe, haben zusätzlich schwarze Schwanzflecken. Beide Geschlechter bilden gedrehte Hörner aus. Widder wiegen durchschnittlich 80 bis 100 Kilogramm, Auen 70 bis 80 Kilogramm.
Die Körper der Walliser Schwarznasen sind vollständig bewollt, also auch an den Beinen und im Gesicht. Widder liefern jährlich einen Wollertrag von 3,5 bis 4,5 kg, Auen 3,0 bis 4,0 kg. Die Wolle ist rau, langfaserig und erreicht Längen von weit mehr als 10 Zentimetern. Neben der feinen Unterwolle ist das Fell von langen, an den Spitzen gekräuselten, Stichelhaaren durchsetzt. Bei längerer Inzucht verlieren die Nachkommen ihre charakteristische Schwarzfärbung. Das Schwarznasenschaf hat eine asaisonale Trächtigkeit, ist also nicht auf eine bestimmte Geburtszeit fixiert. Es bringt im Durchschnitt 1,6 Lämmer pro Jahr zur Welt und ist eher spätreif.
Die Walliser Schwarznasenschafe sind hervorragend an die Lebensbedingungen im kargen Hochgebirge angepasst. Sie sind standorttreu und genügsam. Sie sind gute Kletterer und beweiden selbst steile, steinige Hänge. Aufgrund seines Körperbaues, der Langgliedrigkeit, der Behörnung sowie seiner robusten Natur und der rauen Wolle gilt es als primitive Schafsrasse, die eng mit der Wildform der Urschafe verwandt ist.

## Rassenstandard
Das Walliser Schwarznasenschaf ist gemäß Rassenstandard ein "großrahmiges, harmonisches Gebirgsschaf, mit guten Muttereigenschaften, Milch- und Fleischleistung, widerstandsfähig, mit starkem Fundament. Die Behornung und die Farbmerkmale prägen das einzigartige Walliser Schwarznasenschaf. Kurzer, angezogener Kopf mit breitem Maul, breiter Stirn und Ramsnase; Ohren mittellang; behornt. Ausgeprägte Kopfform beim männlichen Tier. Ganzer Körper, inkl. Kopf und Beine ausgeglichen bewollt; Vlies (Wolle) einheitlich weiss; Nase bis zur Kopfmitte schwarz."

## Geschichte
Hans Hinrich Sambraus nennt eine erste schriftliche Erwähnung dieser Schafrasse im 15. Jahrhundert, allerdings ohne Quellenangabe. Nach Luzius Theler ist aus der Mitte des 16. Jahrhunderts das Kupferschaf (Ovis aries studeri, Duerst) als verbreitete Schafrasse im Oberwallis mündlich überliefert. Diese in vorrömischer Zeit in die Westschweizer Alpen eingeführte Schafrasse hat sich in den entlegenen und abgeschlossenen Alpentälern nur wenig verändert. Aus diesen Schafen wurden die ebenfalls braunwolligen und gehörnten Älwen gezüchtet, die mit Einkreuzungen einer anderen, bislang unbekannten "schwarzen gehörnten Schafrasse" als direkte Vorfahren der Walliser Schwarznasenschafe gelten. Ebenso sind Einkreuzungen mit ähnlich aussehenden Vispertalerschafen und norditalienischen Bergamaskerschafen aus Oberitalien wahrscheinlich, die ebenfalls behörnt sind.
Am 24. November 1884 wurde im Kanton Wallis die Verordnung zur Verbesserung des Gross- und Kleinviehs sowie der Pferdegattung erlassen, mit dem Ziel eine schweizweit einheitliche und standardisierte Schafrasse mit hohem Wollertrag und hoher Fleischleistung durchzusetzen. In der Folge wurde australische Southdown-Schafe eingekreuzt, deren Nachfahren sich jedoch in der Hochgebirgslandschaft als weniger anpassungsfähig, robust und genügsam erwiesen. Die durch die Southdownschafe eingekreuzte kürzere Wolle verringerte deren Akzeptanz bei vielen Schafhaltern, die die Wolle selbst verarbeiteten, da sie sich nur mit einem wesentlich höheren Aufwand von Hand verspinnen ließ. Zudem fand das Fleisch der neuen Schafrasse aufgrund seines höheren Fettanteils bei den Metzgern nur wenig Anklang.
In den 1930er bis 1960er Jahren wurde der Bestand der Walliser Schwarznasenschafe erneut durch die planmäßige Durchsetzung des einheitlich standardisierten, und auf die Bedürfnisse eines modernen Marktes hin optimierten Weißen Bergschafes (Weißen Gebirgsschafes) gefährdet. Staatliche Stellen, Versuchsanstalten und Landwirtschaftsverbände versuchten es über Schäfergenossenschaften und großzügige staatliche Förderungen zu etablieren. Dazu sollten bestehende Herdbücher der alt eingesessenen Schafrassen, darunter auch die der Walliser Schwarznasen, nicht mehr anerkannt und die Tiere bei Körungen nicht mehr prämiert werden dürfen, um diese sukzessive auszurotten. Zudem grassierten in den 1930er und 1940er Jahren mehrere große Tuberkulose- und Brucellose-Epidemien unter Menschen und Tieren im Wallis, zu deren Eindämmung mehrfach große Teile der alten Schafbestände gekeult wurden. Seit den 1960er Jahren gerieten Walliser Schwarznasen auf dem Fleischmarkt durch die Liberalisierung der Schlachttierimporte erneut unter Druck. Modern hochgezüchtete Schafrassen liefern eine bis zu 5 % höhere Fleischausbeute je Tier bei früherer Schlachtreife, bzw. kürzeren Mastzeiten, so dass deren Aufzucht, Schlachtung und Ausbeute rentabler ist. Zudem wird das Fleisch von, nicht im Hochgebirge gehaltenen Schwarznasen, auch heute noch qualitativ geringer eingestuft, mit der Folge, dass für das Fleisch der Schwarznasen gegenüber den Weißen Alpenschafen, Texelaar oder ähnlichen Schafrassen nur einen geringeren Erlös erzielte. Staatlicherseits wurden erneut Einkreuzungsversuche angestrengt um die Fleischleistung der Schwarznasen zu erhöhen, jedoch fanden diese bei den traditionsbewussten Schwarznasenzüchtern abermals keinen Anklang, so dass die Versuche in den 1970er Jahren wieder eingestellt wurden.
Mit der sich im Wallis seit der ersten Hälfte des 20. Jahrhunderts allmählich verschiebenden Bedeutung der Schafhaltung (zur Eigenversorgung bäuerlicher Haushalte mit Wolle, Fleisch, Leder und gelegentlich auch Milch hin zu einer reinen Nebenerwerbs- und Hobbyschäferei) änderte sich auch das Aussehen der Walliser Schwarznasenschafe. Um den Aufwand der Schur möglichst gering zu halten, werden Schafe unter anderem dahingehend gezüchtet, Gesichter und Beine möglichst frei von längerer Wolle zu halten. Nebenerwerbs- und Hobbyschäfern legten hingegen ihr Augenmerk auch zunehmend auf ästhetische Gesichtspunkte bei ihren Zuchtbemühungen, hin zu behaarten Gesichtern und Beinen bei modernen Walliser Schwarznasen.
Der Oberwalliser Schwarznasenschafzuchtverband wurde 1948 gegründet. Erst 1962 wurde das Walliser Schwarznasenschaf als Rasse anerkannt und 1964 in den Schweizer Schafzuchtverband aufgenommen. Er veranstaltet unter anderem Zuchtausstellungen.